# Dreamin' in a Casket
Dreamin' In A Casket är ett musikalbum från 2007 av den svenska hårdrocksgruppen Hardcore Superstar. Det gavs ut den 7 november 2007 på skivbolaget Gain Music Entertainment.

## Låtförteckning
1. Need No Company
2. Medicate Me
3. Dreamin' In A Casket
4. Silence For The Peacefully
5. Sophisticated Ladies
6. Wake Up Dead In A Garbagecan
7. Spreadin' The News
8. This Is For The Mentally Damaged
9. Sensitive To The Light
10. Lesson In Violence
11. Sorry For The Shape I'm In
12. No Resistance